# Anomala prisca
Anomala prisca är en skalbaggsart som beskrevs av Ohaus 1915. Anomala prisca ingår i släktet Anomala och familjen Rutelidae. Inga underarter finns listade i Catalogue of Life.